# Bedmar y Garcíez
Bedmar y Garcíez è un comune spagnolo di 3 246 abitanti situato nella comunità autonoma dell'Andalusia.
È formato da due nuclei abitati perfettamente differenziati: quello di Bedmar e quello di Garcíez. A Bedmar si può ammirare la Fortezza di Al-Manzar, nota anche come la Fortaleza del Mirador, eretta dai Mori nel IX secolo. Degne di menzione anche la Chiesa dell'Assunzione (Iglesia de la Asunción) del XV secolo, la Casa de la Obra Pia di età barocca (XVII secolo), e il Castello Vecchio (Castillo Viejo) situato nelle immediate vicininanze dell'abitato.
A Garcíez si erge invece un bel palazzo in stile rinascimentale, conosciuto familiarmente come El Palacio, costruito negli anni quaranta del Cinquecento.

## Geografia fisica
Nella parte settentrionale scorre il Guadalquivir.